# Кузьменко, Юрий Николаевич
Юрий Николаевич Кузьменко (род. 1974, Великая Ольшанка, Васильковский район, Киевская область, Украинская ССР, СССР) — украинский серийный убийца и насильник, совершивший в период с 2006 по 2009 год не менее 13 убийств девушек и женщин, сопряжённых с изнасилованиями, на территории Киевской области. Известен под прозвищами «Боярский маньяк», «Васильковский маньяк», «Шатун», «Элвис» и «Элвис-душитель». Дело Кузьменко стало одним из самых резонансных уголовных дел на Украине на момент его ареста. Настоящее количество жертв Юрия Кузьменко не известно следствию, так как в период, когда он совершал убийства — одновременно с ним в той же местности орудовали еще два серийных убийц. С 2006 по 2009 год правоохранительными органами было найдено несколько десятков трупов женщин, как опознанных, так и неопознанных, однако доказательств причастности к их смерти Кузьменко найдено не было. Сам Юрий Кузьменко утверждал, что убил 206 человек. Дело Кузьменко стало знаковым для украинской криминалистики. На основе собранного материала было написано несколько диссертаций, а следователи, эксперты-криминалисты, прикладные психологи и учёные, которые принимали участие в расследовании впоследствии стали основоположниками новой криминалистической школы. Метод психологического портретирования впоследствии был отработан и успешно использован в ходе расследования злодеяний других серийных убийц.

## Биография

### Жизнь до убийств
Юрий Кузьменко родился в 1974 году в селе Великая Ольшанка (Киевская область, Украинская ССР). Имел брата и сестру. Детство и юность провел в социально неблагополучной обстановке. Отец Юрия вел асоциальный образ жизни и проявлял агрессивное поведение по отношению к его матери. В школьные годы Юрий Кузьменко увлекался спортом, благодаря чему пользовался популярностью в школе и округе. С целью самоутверждения, Кузьменко будучи школьником, специально дрался со старшими ребятами, которых часто побеждал. После окончания школы он получил среднее профессиональное образование, получив профессию столяра. В начале 1990-х годов Кузьменко был призван в ВСУ. Военную службу Кузьменко проходил в десантно-штурмовых войсках Украины. После демобилизации он вернулся в Киевскую область и в последующие годы зарабатывал на жизнь низкоквалифицированным трудом, сменив несколько профессий. В разные годы Кузьменко работал столяром, машинистом башенного крана, таксистом и охранником. В конце 1990-х годов Юрий Кузьменко женился. В браке супруга родила ему двух детей, однако брак не задался, вследствие чего Кузьменко вскоре развелся с супругой и стал сожительствовать с другой женщиной, которая имела сына от предыдущего брака. Непосредственно перед арестом Кузьменко вместе с семьей проживал на улице Ясная в городе Боярка. В 2002 году он был арестован по обвинению в совершении разбойного нападения на территории Киева недалеко от «Национального ботанического сада имени Н.Н. Гришко». Кузьменко был признан виновным и осужден, получив в качестве уголовного наказания 1 год лишения свободы. Будучи в заключении он работал на тюремном производстве столяром и характеризовался администрацией исправительной колонии крайне положительно, вследствие чего  получил условно-досрочное освобождение, отсидев 8 месяцев тюремного заключения. Несмотря на это, по месту учебы, работы и жительства он родственниками, друзьями и соседями характеризовался крайне положительно.

### Убийства
В совершении всех своих убийств Юрий Кузьменко продемонстрировал выраженный ему образ действия. Обладая автомобилем «ВАЗ-2105», ряд своих жертв Юрий Кузьменко находил на улицах и на остановках общественного транспорта, которым предлагал подвезти их. На других жертв он  устраивал засады в лесистой местности на окраинах населенных пунктов вблизи железнодорожных путей и станций. Благодаря высокому росту, атлетическому телосложению и приятной внешности Юрий Кузьменко пользовался успехом у представительниц женского пола и во время знакомства с потенциальными жертвами умел их к себе расположить и войти к ним в доверие. Все убийства и изнасилования Кузьменко совершил в безлюдных местностях, вдали от оживленных улиц.  Большую часть из своих жертв Кузьменко после изнасилований оставлял в живых, а часть убивал посредством удушения руками или другими предметами. Лишь в одном случае Кузьменко в качестве орудия убийства использовал нож.  Убийства он совершал только в тех случаях, когда пребывал в уверенности. что жертва видела его лицо. Все преступления были совершены Юрием Кузьменко в Киево-Святошинском и Васильковском районах Киевской области в пределах следования электрички «Киев-Фастов». При этом он не имел никаких критериев для выбора жертв. Их рост, вес, возраст и социальный статус не имели для него никакого значения. Среди жертв Кузьменко были несовершеннолетние девушки и женщины пожилого возраста, представительницы всевозможных профессий и социальных статусов. По методу совершения убийств Юрий Кузьменко относился к организованному типу серийных убийц. Он тщательно готовился к совершению преступлений, готовил засады, сооружал шалаши, где иногда по несколько часов находился ожидая появления потенциальных жертв, но иногда действовал импульсивно, совершая нападения на девушек спонтанно, действуя при этом крайне неосторожно.

### Расследование
Для расследовании серии убийств была создана оперативно-следственная группа. Расследование находилось на особом контроле руководством прокуратуры и МВД Украины. В ходе расследования сотрудники правоохранительных органов проверили на причастность к преступлениям более 10 тысяч человек. Кроме этого было проведено более 600 различных криминалистических экспертиз и проверено несколько тысяч автомобилей, которые попадали под описание машины, на которой передвигался убийца. В качестве подозреваемых были проверены лесники, несколько сотен военнослужащих, так как в районах совершения убийств было дислоцировано несколько воинских частей, лица состоящие на учете в психоневрологическом диспансере и ранее подвергавшиеся уголовной ответственности за совершение преступлений, сопряженных с изнасилованиями. В 2007 году начальник департамента уголовного розыска МВД Украины Василий Паскал впервые выдвинул версию о том, что в Васильковском районе Киевской области орудует серийный убийца на основании результатов ДНК-экспертизы, согласно которым один и тот же мужчина был виновником убийств как минимум 3 женщин. Однако все убийства были объединены в одну серию только на рубеже 2009 года, когда следствие на основании свидетельских показаний, образу действия преступника и результатов различных криминалистических экспертиз пришло к выводу, что в как минимум 5 убийствах, сопряженных с изнасилованиями ответственность несет один и тот же человек. Так как часть убийств Кузьменко совершил на значительном удалении от железнодорожных станций, следствие предположило, что преступник имеет автомобиль, после чего следствие с помощью Генпрокуратуры, Минобороны и других инстанций обратилось в штаб-квартиру «НАТО», с просьбой предоставить спутниковые снимки мест, где были совершены убийства. Согласно свидетельствам следователя Руслана Сушко, «НАТО» предоставило им множество снимков указанной местности, стоимостью 1250 долларов за один снимок, после чего указанную сумму оплатили ряд государственных структур. С помощью снимков, следователи сумели определить, что серийный убийца передвигался на автомобиле марки «Москвич» или «ВАЗ-2105», цвет которого был зеленый, синий или красный. С целью поиска и разоблачения преступника правоохранительные органы Украины прочесывая лесопосадки, провели несколько спецопераций под названиями: «Лес», «Спецназовец» и «Тетки». Последней жертвой Кузьменко стала 19-летняя Анна Бондарь, которую он встретил в городе Васильков 13 января 2009 года, после чего посадил в свой автомобиль, увез в безлюдную местность, изнасиловал и задушил. В момент появления рядом с ней Кузьменко Анна Бондарь ждала автобус на одной из остановок города. Свидетелем того, как она села в машину Кузьменко, стал частный таксист, бывший майор милиции, который хорошо знал Анну и ранее неоднократно ее подвозил. В ходе расследования убийства Анны Бондарь он заявил следователям, что девушка села в автомобиль «Ваз» зеленого цвета 5-й или 7-й модели. Кроме этого он запомнил часть автомобильного номера, две буквы «ВІ», после чего правоохранительные органы начали проверку состоящих на учете автомобилей, похожих по описанию на автомобиль подозреваемого. В ходе проверки было обнаружено около 7034 таких автомобилей, зарегистрированных на территории Украины, однако на территории Киевской области было зарегистрировано всели лишь около 50, однако никто из их владельцев в число подозреваемых не попал. Автомобильный номер машины подозреваемого частично совпадал с автомобильным номером машины Юрия Кузьменко, однако он в число подозреваемых также не попал, так как управлял автомобилем по доверенности, а настоящий владелец машины имел алиби на день исчезновения Анны Бондарь. После этого сотрудники Департамента угрозыска МВД, во главе с начальником Департамента генералом Василием Паскалом составили специальный опросный лист и отправились с ним на встречу со всеми владельцами «ВАЗ-2105» зеленого цвета, проживающими в Киево-Святошинском и Васильковском районах Киевской области, где орудовал Юрий Кузьменко.
В мае того же года сотрудники правоохранительных органов явились в дом Юрия Кузьменко на территории города Боярка, где пообщались с ним и выяснили тот факт, что за рулем этого автомобиля постоянно находится он. Во время разговора со следователями Кузьменко по настоянию местного участкового сдал образец слюны для проведения молекулярно-генетической экспертизы. Так как Кузьменко соответствовал фотороботу подозреваемого, было принято решение взять его в оперативную разработку, проверить его алиби и при необходимости задержать, однако Юрий Кузьменко почувствовал опасность, вследствие чего после визита к нему в дом сотрудников правоохранительных органов он собрал документы, необходимые вещи и скрылся. Во время обыска его дома и гаража следователи нашли мешок с нижним женским бельем разного размера и фасона, на части которого были обнаружены пятна крови. Жена Кузьменко после его бегства дала сотрудникам правоохранительных органов адрес места жительства его сестры и брата в в селе Барахты и Киеве, где сотрудники правоохранительных органов вскоре устроили засаду. Первоначально Кузьменко скрывался у сестры, после чего отправился в Киев к брату.

### Арест, следствие и суд
29 мая 2006 года он был найден на пороге дома своего брата в городе Киев, после чего подвергся аресту, во время которого сопротивления не оказал. Во время первого допроса Кузьменко выразил желание сотрудничать со следствием и стал давать признательные показания в совершении 11 убийств. Первый протокол с его показаниями занял более 60 листов. В последующие дни, с целью закрепления показаний следственными действиями, Кузьменко под конвоем был доставлен на места совершения убийств для участия в следственном эксперименте, целью которого было воспроизведение обстоятельств совершения преступлений на местности. Для обеспечения его безопасности и недопущения расправы со стороны местных жителей, в отношении Кузьменко сотрудниками правоохранительными органами были приняты беспрецедентные меры. Он во время проведения следственных экспериментов был одет в каску и бронежилет, а его этапирование из СИЗО на места совершения убийств сопровождалось при участии не только конвойных, но и бойцов из спецподразделения «Беркута» и «Кобры».
На допросах Кузьменко заявил, что на рубеже 2000 года внезапно стал страдать комплексом неполноценности, вследствие чего много свободного времени стал проводить гуляя по садам и лесопосадкам в поисках способа самоутверждения, после чего стал совершать разбойные нападения и изнасилования в лесистой местности, но жертв оставлял в живых. Лишь со временем, осознав, что правоохранительные органы в силу различных факторов были не в состоянии разоблачить его, он решился на совершение убийств и впоследствии не смог прекратить убивать, так как он получал психологическую разрядку и таким негативным деструктивным способом сумел компенсирует комплекс неполноценности. Он не смог объяснить причин своего сексуального влечения к пожилым женщинам, утверждая, что ранее у него не наблюдались расстроства полового влечения и он не имел болезненной половой тягой к лицам пожилого возраста. Также в ходе допросов, Кузьменко не смог дать рациональному объяснению тому факту, что время изнасилований и убийств он не пользовался презервативом, хотя и знал, что его биологические следы, найденные на месте преступления рано или поздно приведут к его разоблачению.
Кузьменко утверждал, что первое убийство совершил 25 мая 2005 года в лесопосадке возле железнодорожной станции Глеваха. Он устроил засаду в кустах недалеко от тропинки, по которой дачники сокращали путь к железнодорожной платформе. Жертвой стала 68-летняя пенсионерка, на которую он напал сзади, оглушив ударом тяжелого предмета по голове, после чего оттащил в кусты и изнасиловал. Он не стал убивать пожилую женщину и после полового акта ушел, однако у женщины случился инфаркт миокарда, от осложнений которого она умерла на том же месте спустя несколько минут. Тело женщины было найдено через несколько дней после ее смерти, однако сотрудники милиции отказались возбуждать дело, констатировав естественную смерть, после чего заявили ее родственникам, что женщина из-за жары сама сняла с себя нижнее белье.
Следствие было завершено, и уголовное дело было направлено в суд. Официально Юрию Кузьменко были предъявлены обвинения в совершении 13 убийств, нескольких изнасилований и обвинения в совершении нескольких разбойных нападений. На тот момент, уголовное дело насчитывало более 140 томов. Судебный процесс открылся весной 2011 года и прошел в закрытом режиме. 25 мая 2011 года Юрий Кузьменко был признан виновным по всем пунктам обвинения, после чего Апелляционный суд Киевской области назначил ему уголовное наказание в виде пожизненного лишения свободы. Во время вынесения приговора Кузьменко сохранял хладнокровие и никак не отреагировал на вынесение столь сурового наказания, хотя на судебных заседаниях пребывал в состоянии депрессии, не обращая на происходящее в зале суда никакого внимания.
Настоящее количество жертв Юрия Кузьменко явилось предметом споров. Кузьменко утверждал, что несет ответственность за убийство 206 девушек и женщин, однако достоверность его показаний была подвергнута сомнению, хотя в ходе расследования после ареста Кузьменко руководство оперативно-целевой группы вынуждено было признать, что им было известно несколько случаев, когда милиция под разными предлогами отказывала жертвам Кузьменко в возбуждении уголовных дел. Одна из изнасилованных им девушек, после отказа в возбуждении уголовного дела несколько лет хранила у себя дома трусы со следами спермы насильника, надеясь, что они рано или поздно они окажутся вещественным доказательством в деле разоблачения преступника. В другом случае, 18-летняя девушка пропала без вести, отправившись на дискотеку зимой. На следующее утро ее нашли на пруду, опущенную головой в прорубь. Брюки на ней были разорваны, верхней одежды не было, на теле были обнаружены кровоподтеки. Однако правоохранительные органы отказались возбуждать уголовное дело, заявив, что причиной смерти девушки было самоубийство. Еще одна предполагаемая жертва Кузьменко была  найдена зимой с разведенными ногами и без нижнего белья. Правоохранительные органы в этом случае также отказались возбуждать уголовное дело по факту изнасилования и убийства, заявив родственникам убитой о том, что женщина решила справить в лесу малую нужду, потеряла сознание и замерзла насмерть. По словам начальника угрозыска Киевской области, на начало 2008 года было обнаружено 56 трупов убитых девушек и женщин, однако Кузьменко продемонстрировал плохую память и не мог вспомнить даты совершения убийств, времена года, особые приметы своих жертв, а также возраст, заявляя, что они были молодыми (до 40 лет),  женщинами (от 40 до 60 лет) и пожилыми (после 60 лет). Следователь Руслан Сушко предполагал, что часть из останков убитых женщин могли съесть и растащить по лесу дикие животные, а часть могли быть закопанными местными милиционерами в неизвестных местах для улучшения статистики по раскрытым уголовным делам, что по словам Сушко - было стандартной практикой для правоохранительных органов на региональных уровнях.

### В заключении
После осуждения Кузьменко был этапирован для отбытия наказания в Роменскую колонию № 56.
В 2010 году Юрия Кузьменко посетили на территории исправительной колонии члены оперативно-целевой группы, проводящей расследование серии убийств, которые совершил тогда ещё не разоблачённый серийный убийца Владимир Куцененко, известный под прозвищем «Харцызский душитель». Криминалисты попросили Кузьменко помочь следствию в деле составления психологического портрета «Харцызского душителя». Однако несмотря на то, что Кузьменко согласился и активно работал со следователями, согласно их свидетельствам, в деле его разоблачения мало чем помог.

Из воспоминаний криминалиста-психолога Юрия Ирхина о беседе с Юрием Кузьменко:
Кузьменко очень заинтересовался нашей встречей, хотя в смысле поимки «харцызского маньяка» практически мало чем помог. Он рассказывал, по сути, свое видение событий, как бы он поступил, раскрывал свой механизм совершения преступлений, который нам и без того известен. Он больше выказал интерес к тому, что вот к нему приехали психологи и, возможно, помогут раскрыть феномен его самого. Так и заявил, что, мол, готов с нами сотрудничать, мне, дескать, самому было бы интересно узнать, что я из себя представляю, раз совершал подобные преступления...

## Список доказанных преступлений[23][24]
- 26 мая 2000 года. грабеж. Киев.

- 24.09.2001 грабеж. Киев.

- 10.08. 2003 изнасилование, грабеж, Гатное (Васильковский р-н).

- 27.08.2003 изнасилование, сторож школы, Вишневое.

- 28.08.2003 изнасилование, сторож школы, Крюковщина.

- 9.06.2004 изнасилование, сторож котельной, Крюковщина.

- 10.03.2005 изнасилование, грабеж,  Корчи.

Согласно свидетельствам жертвы,  молодой женщины, в тот день она ехала  в электричке и обратила внимание на Юрия Кузьменко, который ей понравился. После приезда на станцию Корчи она вышла и пошла пешком в село. На территории леса, он ее догнал. Будучи в маске из чулка и перчатках, Кузьменко напал на нее, изнасиловал и ограбил. Жертва изнасилования во время дачи показаний заявила, что  нападавший был  похож на знаменитого американского певца Элвиса Пресли. На основании ее показаний был составлен фоторобот, после чего Кузьменко получил прозвище «Элвис». Помимо фoтopoбoта, сотрудники правоохранительных органов во главе с пoлкoвникoм милиции Юpиeм Иpxиным, экcпepтoм-пcиxoлoгoм, вoзглaвляющим кaфeдpу в нaциoнaльнoй aкaдeмии MBД Укpaины -  составили пcиxoлoгичecкий пopтpeт подозреваеморго на З6 cтpaницax, который по словам Ирхина соответствовал на 98 процентов портрету Юрия Кузьменко.
- 25.05.2005 изнасилование, грабеж, гибель, Дитковская, Глеваха.

- 16.06.2005 изнасилование, разбой, Малютинка.

- 6.08.2005 изнасилование, разбой, Вишневое.

- 18.08.2005 изнасилование, разбой, Малютинка.

- 20.08.2005 изнасилование, разбой, Корчи.

- 19.06.2006 1-е убийство с изнасилованием. Гуйда, Тростинка (Васильковский р-н). Жертвой стала молодая девушка по фамилии Гуйда. Он встретил ее на окраине Василькова и как частный извозчик согласился за материальную плату довести ее до села Тростинка (Киевская область). После того как она оказалась в его автомобиле, Кузьменко отвез ее на заброшенный аэродром, изнасиловал и задушил после того, как девушка стала угрожать ему обращением в милицию. Труп убитой он оставил в поле, в зарослях густой травы, где он был обнаружен во время кошения травы машинным способом. Так как тело убитой находилось в крайней степени разложения, в ходе судебно-медицинской экспертизы факт изнасилования и причину смерти девушки установить не удалось. В совершении этого убийства Юрий Кузьменко признался только после ареста в 2009 году. На допросе он утверждал, что во время совершения первого убийства получил сладострастные ощущение, что стало одной из причин, по которой он не смог побороть патологического влечения к последующему совершению убийств[7].

- Начало сентября 2006 изнасилование, Малютинка.

- Конец марта 2007 изнасилование, убийство неизвестной, Калиновка (Васильковский р-н).

- 2.04.2007 изнасилование, разбой, Корчи.

- Апрель 2007 разбой, покушение на изнасилование Л. (убежала), Малютинка. Жертвой нападения Кузьменко была 50-летняя женщина, бывшая спортсменка, мастер мастер спорта по легкой атлетике. После нападения Кузьменко затащил ее в лес, однако женщина предложила ему большую сумму денег, которая якобы находилась в ее сумке. В тот момент когда Кузьменко поднял ее сумку с земли, женщина вырвалась и убежала от него. Кузьменко бросился в погоню, но догнать ее не смог, так как женщина отлично бегала. После того как женщина убедилась, что находится в полной безопасности, она находясь на расстоянии от Кузьменко,  попросила его отдать ей автомобильные права из сумки, однако он отказался и убежал вместе с сумкой.

- 8.05.2007 изнасилование, разбой, убийство Надюк, Корчи.

- 9.05.2007 изнасилование, разбой, убийство Сухецкой, Малютинка.

В тот день Юрий Кузьменко ехал в электричке и увидел в окно, что она в одиночестве прогуливалась в районе платформы Малютинка и собирала цветы. Выйдя на станции, Юрий Кузьменко убедившись в отсутствии свидетелей преступления, напал на Сухецкую, отвел в лесистую местность, где под угрозой оружия изнасиловал, после чего задушил удавкой.
- 30.05.2007 разбой, покушение на изнасилование (спугнули), Малютинка.

- 4.06.2007 грабеж.

- 5.06.2007 разбой, покушение на убийство Ж. (схватило сердце), Борова.

В тот день Кузьменко совершил нападение на 80-летнюю женщину, которая собирала грибы недалеко от села Борова. Кузьменко утверждал, что в тот день оказался там совершенно случайно по причине того, что заблудился на лесных дорогах. Увидев женщину, он вышел из машины, подкрался сзади, повалил на землю, после чего изнасиловал, избил и попытался задушить. Во время удушения женщина потеряла сознание, но осталась в живых. Кузьменко покинул место преступление, полагая что женщина мертва, в то время как она очнулась и стала ползти. Ее обнаружил знакомый лесник, который отвез ее в больницу, где ей была оказана необходимая медицинская помощь. Местная милиция в возбуждении дела отказала.
- 11.06.2007 изнасилование, убийство Степанушко, Васильков.

- 14.06.2007 разбой (вырвав сумку, повредил жертве руку), Малютинка.

- Август 2007 изнасилование, разбой, убийство Донченко, Боярка.

- 10.09.2007 изнасилование, разбой, убийство Корнеевой, Малютинка.

Жертвой Юрия Кузьменко стала 69-летняя Нина Корнеева, которая шла через лес от электрички. По словам Юрия Кузьменко, в тот день он забыл женский чулок дома и действовал с открытым лицом. Он утверждал, что после нападения и изнасилования женщины собирался оставить ее в живых, однако Корнеева несмотря на запрет поворачиваться к нему лицом - повернулась и посмотрела ему в глаза, после чего он нанес ей несколько ударов ножом, от последствий которых она скончалась.
- 5.10.2007 изнасилование, разбой, Малютинка.

- 2.06.2008 изнасилование, разбой, убийство Соченко, Корчи.

- 11.09.2008 изнасилование, разбой, убийство Билоус, Боярка.

- 17.11.2008 изнасилование, разбой, убийство Метельской, Тростинка (Васильковский р-н).

- 23.12.2008 изнасилование, разбой, убийство Р. Петренко, Барахты (Васильковский р-н). В тот день Юрий Кузьменко занимаясь частным извозом посадил в свой автомобиль с остановки на окраине Василькова Раису Петренко, работавшую на рынке. Он отвез ее в лес, где изнасиловал и задушил, а труп бросил в поле[28].

- 13.01.2009 изнасилование, разбой, убийство Бондарь, Барахты (Васильковский р-н).

## В массовой культуре
- Документальный фильм «10 лет жизни маньяка Элвиса» из цикла «Украинские сенсации» (2018)[29]
- Документальный фильм «Элвис душитель» из цикла «Украина криминальная» (2014)